# 讓娜一世 (勃艮第)
讓娜一世（法語：Jeanne Ire de Bourgogne，1191年—1205年），又稱為霍亨斯陶芬的讓娜，1200年至1205年在位勃艮第女伯爵。她是奧東一世與布盧瓦女伯爵瑪格麗特的長女。
讓娜於1200年繼承父親就任勃艮第女伯爵，1205年於貝桑松去世，由妹妹貝亞特麗絲繼位。